# 아시안 필름 어워즈
아시안 필름 어워즈(Asian Film Awards, 亞洲電影大獎)는 아시아 영화를 대상으로 한 영화상이다.
홍콩국제영화제협회(Hong Kong International Film Festival Society, 香港國際電影節協會)가 주최하여 2007년 3월 20일 제1회가 개최됐다. 그동안 부진했던 홍콩 국제 영화제를 활성화하기 위해 시작됐으며, 매년 3월에 홍콩 국제 영화제의 일환으로 열렸다.
2014년에는 부산 국제 영화제와 도쿄 국제 영화제와 함께 아시안필름어워즈아카데미(Asian Film Awards Academy, AFAA)를 출범시켰다. 제8회부터 시상식을 AFAA 집행위원회에서 주최하고 마카오에서 개최하기 시작했다.
2020년에는 부산국제영화제의 협력과 함께 개최일을 10월로 옮겼다.

## 시상 부문

### 주요 경쟁 부문
- 작품상, 감독상, 남우주연상, 여우주연상, 각본상, 촬영상, 미술상, 작곡상, 편집상, 시각효과상 (2007년~ )
- 남우조연상, 여우조연상 (2008년~ )
- 신인배우상 (2009년~ )
- 의상상 (2010년~ )
- 음향상 (2016년~ )
- 액션영화상 (2018년)
- 신인감독상 (2018년~ )

### 특별상
- 공로상(Lifetime Achievement Award) (2008년, 2010년~2012년, 2014년~2019년, 2023년)
- 아시아 영화 공헌상(The Asian Film Award for Outstanding Contribution to Asian Cinema) (2007년, 2009년~2011년, 2016년)
- 아시아 영화인상(Excellence in Asian Cinema Award) (2013년, 2015년, 2017년~2019년, 2021년)
- 최고 흥행상(The Asian Film Award for Top-Grossing Asian Film) (2010년~2013년, 2016년, 2018년~2019년, 2021년)
- 넥스트 제너레이션상(The Next Generation Award) (2016년, 2018년~2019년, 2023년)
- 에드워드 양 뉴 탤런트상(The Edward Yang New Talent Award) (2008년~2009년, 2012년)
- 10주년 스페셜상(10th Anniversary Special Award) (2016년)
- 아시아 영화 배급공헌상(Award for the Promotion of Asian Cinema) (2011년)
- 아시아 영화 학술연구상(Asian Film Award for Excellence in Scholarship in Asian Cinema) (2007년)
- 닐슨 박스오피스상(The Nielsen Box Office Award) (2009년)
- 아시아 박스오피스 스타상(Box Office Star of Asia Award) (2007년)

### 스페셜 어워즈
- 남자인기상(Favorite Actor Award) (2010년~2013년)
- 여자인기상(Favorite Actress Award) (2010년~2013년)
- 올해의 배우상(Outstanding Asian Actor/Actress Award) (2014년, 2015년)
- 라이징 스타상(Rising Star of Asia Award) (2014년~2017년, 2019년)

## 역대 주요 수상
| 연도        | 작품상                   | 감독상                                              | 남우주연상                               | 여우주연상                               | 남우조연상                             | 여우조연상                            |
| ----------- | ------------------------ | --------------------------------------------------- | ---------------------------------------- | ---------------------------------------- | -------------------------------------- | ------------------------------------- |
| 2007 제1회  | 《괴물》                 | 자장커 《스틸 라이프》                              | 송강호 《괴물》                          | 나카타니 미키 《혐오스런 마츠코의 일생》 | 빈칸                                   | 빈칸                                  |
| 2008 제2회  | 《밀양》                 | 이창동 《밀양》                                     | 량차오웨이 《색, 계》                    | 전도연 《밀양》                          | 쑨훙레이 《몽골》                      | 진충 《태양은 다시 떠오른다》         |
| 2009 제3회  | 《도쿄 소나타》          | 고레에다 히로카즈 《걸어도 걸어도》                 | 모토키 마사히로 《굿' 바이: Good & Bye》 | 저우쉰 《사랑과 죽음의 방정식》          | 정우성 《좋은 놈, 나쁜 놈, 이상한 놈》 | 지나 파렌뇨 《서비스》                |
| 2010 제4회  | 《마더》                 | 루촨 《난징! 난징!》                                | 왕쉐치 《8인: 최후의 결사단》            | 김혜자 《마더》                          | 사정봉 《8인: 최후의 결사단》          | 혜영홍 《새벽의 끝》                  |
| 2011 제5회  | 《엉클 분미》            | 이창동 《시》                                       | 하정우 《황해》                          | 쉬판 《대지진》                          | 홍금보 《엽문 2》                      | 윤여정 《하녀》                       |
| 2012 제6회  | 《씨민과 나데르의 별거》 | 아시가르 파르하디 《씨민과 나데르의 별거》          | 도니 다마라 《사랑스런 남자》            | 엽덕한 《심플 라이프》                   | 커위룬 《점프 아쉰》                   | 샤마이네 부엔카미노 《니뇨》          |
| 2013 제7회  | 《미스터리》             | 키타노 타케시 《아웃레이지 비욘드》                 | 에디 가르시아 《브와카우》               | 노라 아우놀 《자궁》                     | 나와주딘 시디퀴 《탈라쉬》             | 와타나베 마키코 《아버지를 찍으러》   |
| 2014 제8회  | 《일대종사》             | 왕가위 《일대종사》                                 | 이르판 칸 《런치박스》                   | 장쯔이 《일대종사》                      | 황보 《무인구》                        | 여얀얀 《일로 일로》                  |
| 2015 제9회  | 《블라인드 마사지》      | 허안화 《황금시대》                                 | 랴오판 《백일염화》                      | 배두나 《도희야》                        | 왕즈원 《황금시대》                    | 이케와키 지즈루 《그곳에서만 빛난다》 |
| 2016 제10회 | 《자객 섭은낭》          | 허우샤오셴 《자객 섭은낭》                          | 이병헌 《내부자들》                      | 서기 《자객 섭은낭》                     | 아사노 타다노부 《해안가로의 여행》    | 저우윈 《자객 섭은낭》                |
| 2017 제11회 | 《나는 반금련이 아니다》 | 나홍진 《곡성》                                     | 아사노 타다노부 《하모니움》             | 판빙빙 《나는 반금련이 아니다》          | 임설 《트리비사》                      | 문소리 《아가씨》                     |
| 2018 제12회 | 《방화》                 | 이시이 유야 《도쿄의 밤하늘은 항상 가장 짙은 블루》 | 고천락 《파라독스》                      | 실비아 창 《상애상친》                   | 양익준 《아, 황야》                    | 장우기 《요묘전》                     |
| 2019 제13회 | 《어느 가족》            | 이창동 《버닝》                                     | 야쿠쇼 고지 《고독한 늑대의 피》         | 사말 예슬랴모바 《아이카》               | 장위 《나는 약신이 아니다》            | 후이잉훙 《트레이시》                 |
| 2020 제14회 | 《기생충》               | 왕샤오솨이 《나의 아들에게》                        | 이병헌 《남산의 부장들》                 | 저우둥위 《소년시절의 너》               | 카세 료 《지구의 끝까지》              | 가숙근 《아호, 나의 아들》            |
| 2021 제15회 | 《스파이의 아내》        | 장이머우 《원 세컨드》                              | 유아인 《소리도 없이》                   | 아오이 유우 《스파이의 아내》            | 김현빈 《침묵의 숲》                   | 마키타 아쥬 《트루 마더스》           |
| 2023 제16회 | 《드라이브 마이 카》     | 고레에다 히로카즈 《브로커》                        | 양조위 《풍재기시》                      | 탕웨이 《헤어질 결심》                   | 미야자와 히오 《에고이스트》           | 김소진 《비상선언》                   |

## 역대 수상 목록

### 제1회 2007년
- 일시 : 2007년 3월 20일
- 장소 : 홍콩 컨벤션 센터

| 부문                     | 국가       | 수상자                     | 작품                       |
| ------------------------ | ---------- | -------------------------- | -------------------------- |
| 작품상                   | 한국       |                            | 《괴물》                   |
| 감독상                   | 중국       | 자장커                     | 《스틸 라이프》            |
| 남우주연상               | 한국       | 송강호                     | 《괴물》                   |
| 여우주연상               | 일본       | 나카타니 미키              | 《혐오스런 마츠코의 일생》 |
| 각본상                   | 이란       | 마니 하기기                | 《일하는 사람들》          |
| 촬영상                   | 한국       | 김형구                     | 《괴물》                   |
| 미술상                   | 홍콩       | 티미 입                    | 《야연》                   |
| 작곡상                   | 인도네시아 | 라하유 수팡가              | 《오페라 자바》            |
| 편집상                   | 태국       | 리 차타메틸쿤              | 《징후와 세기》            |
| 시각효과상               | 한국       | 오퍼너지                   | 《괴물》                   |
| 아시아 박스오피스 스타상 | 홍콩       | 류더화                     |                            |
| 아시아 영화 공헌상       | 홍콩       | 샤오팡팡                   |                            |
| 아시아 영화 학술연구상   | 미국       | 데이비드 보드웰 (영화학자) |                            |

### 제2회 2008년
- 일시 : 2008년 3월 17일
- 장소 : 홍콩 컨벤션 센터

| 부문                    | 국가 | 수상자                           | 작품                     |
| ----------------------- | ---- | -------------------------------- | ------------------------ |
| 작품상                  | 한국 |                                  | 《밀양》                 |
| 감독상                  | 한국 | 이창동                           | 《밀양》                 |
| 남우주연상              | 홍콩 | 량차오웨이                       | 《색, 계》               |
| 여우주연상              | 한국 | 전도연                           | 《밀양》                 |
| 남우조연상              | 중국 | 순홍레이                         | 《몽골》                 |
| 여우조연상              | 중국 | 진충                             | 《태양은 다시 떠오른다》 |
| 각본상                  | 홍콩 | 구건아, 위가휘                   | 《매드 디텍티브》        |
| 촬영상                  | 대만 | 랴오펀쥥                         | 《도와줘, 에로스》       |
| 미술상                  | 중국 | 차오지우핑, 장지엔췬             | 《태양은 다시 떠오른다》 |
| 작곡상                  | 인도 | 비샬 다들라니, 세자르 라브지아니 | 《옴 샨티 옴》           |
| 편집상                  | 홍콩 | 데이비드 M. 리처드슨             | 《천공의 눈》            |
| 시각효과상              | 홍콩 | 위엔 파이 응                     | 《명장》                 |
| 공로상                  | 일본 | 야마다 요지                      |                          |
| 에드워드 양 뉴 탤런트상 | 일본 | 이시이 유야                      |                          |

### 제3회 2009년
- 일시 : 2009년 3월 23일
- 장소 : 홍콩 컨벤션 센터

| 부문                    | 국가                | 수상자                                     | 작품                             |
| ----------------------- | ------------------- | ------------------------------------------ | -------------------------------- |
| 작품상                  | 일본 홍콩 네덜란드  |                                            | 《도쿄 소나타》                  |
| 감독상                  | 일본                | 고레에다 히로카즈                          | 《걸어도 걸어도》                |
| 남우주연상              | 일본                | 모토키 마사히로                            | 《굿' 바이: Good & Bye》         |
| 여우주연상              | 중국                | 저우쉰                                     | 《사랑과 죽음의 방정식》         |
| 남우조연상              | 한국                | 정우성                                     | 《좋은 놈, 나쁜 놈, 이상한 놈》  |
| 여우조연상              | 필리핀              | 지나 파렌뇨                                | 《서비스》                       |
| 신인배우상              | 중국                | 여소군                                     | 《매란방》                       |
| 각본상                  | 일본 오스트레일리아 | 구로사와 기요시, 다나카 사치코 맥스 매닉스 | 《도쿄 소나타》                  |
| 촬영상                  | 폴란드              | 욜란타 딜레브스카                          | 《툴판》                         |
| 미술상                  | 홍콩                | 이인항                                     | 《삼국지: 용의 부활》            |
| 작곡상                  | 일본                | 히사이시 조                                | 《벼량 위의 포뇨》               |
| 편집상                  | 한국                | 김선민                                     | 《추격자》                       |
| 시각효과상              | 미국                | 크레이스 헤이스                            | 《적벽대전: 거대한 전쟁의 시작》 |
| 아시아 영화 공헌상      | 홍콩                | 필름 워크샵                                |                                  |
| 에드워드 양 뉴 탤런트상 | 대만                | 웨이더성                                   |                                  |
| 닐슨 박스오피스상       | 인도                | 프리양카 초프라                            |                                  |

### 제4회 2010년
- 일시 : 2010년 3월 23일
- 장소 : 홍콩 컨벤션 센터

| 부문               | 국가        | 수상자                                       | 작품                   |
| ------------------ | ----------- | -------------------------------------------- | ---------------------- |
| 작품상             | 한국        |                                              | 《마더》               |
| 감독상             | 중국        | 루추안                                       | 《난징! 난징!》        |
| 남우주연상         | 중국        | 왕쉐치                                       | 《8인: 최후의 결사단》 |
| 여우주연상         | 한국        | 김혜자                                       | 《마더》               |
| 남우조연상         | 홍콩        | 사정봉                                       | 《8인: 최후의 결사단》 |
| 여우조연상         | 홍콩        | 혜영홍                                       | 《새벽의 끝》          |
| 신인배우상         | 홍콩        | 멍 후이 응                                   | 《새벽의 끝》          |
| 각본상             | 한국        | 봉준호, 박은교                               | 《마더》               |
| 촬영상             | 중국        | 차오위                                       | 《난징! 난징!》        |
| 미술상             | 대만 프랑스 | 리티엔줴 알랭 파스칼 후시오, 패트릭 데쉐즈네 | 《얼굴》               |
| 작곡상             | 대만        | 뤄다유                                       | 《피의 복수》          |
| 편집상             | 태국        | 리 차타메티쿤                                | 《카라오케》           |
| 시각효과상         | 한국        | 이전형                                       | 《박쥐》               |
| 의상상             | 대만 프랑스 | 왕치아후이 크리스찬 라크르와, 앤 던스포드    | 《얼굴》               |
| 공로상             | 인도        | 아미타브 바찬                                |                        |
| 아시아 영화 공헌상 | 중국        | 장이머우                                     |                        |
| 2009 최고 흥행상   | 홍콩        | 오우삼, 테렌스 창                            |                        |
| 남자인기상         | 중국        | 왕쉐치                                       | 《8인: 최후의 결사단》 |
| 여자인기상         | 중국        | 리빙빙                                       | 《바람의 소리》        |

### 제5회 2011년
- 일시 : 2011년 3월 21일
- 장소 : 홍콩 컨벤션 센터

| 부문                   | 국가      | 수상자         | 작품              |
| ---------------------- | --------- | -------------- | ----------------- |
| 작품상                 | 태국      |                | 《엉클 분미》     |
| 감독상                 | 한국      | 이창동         | 《시》            |
| 남우주연상             | 한국      | 하정우         | 《황해》          |
| 여우주연상             | 중국      | 쉬판           | 《대지진》        |
| 남우조연상             | 홍콩      | 홍금보         | 《엽문 2》        |
| 여우조연상             | 한국      | 윤여정         | 《하녀》          |
| 신인배우상             | 대만      | 자오유팅       | 《맹갑》          |
| 각본상                 | 한국      | 이창동         | 《시》            |
| 촬영상                 | 대만      | 리판빙         | 《상실의 시대》   |
| 미술상                 | 일본      | 하야시다 유지  | 《13인의 자객》   |
| 작곡상                 | 인도      | 인디언 오션    | 《더 폴링》       |
| 편집상                 | 한국      | 남나영         | 《악마를 보았다》 |
| 시각효과상             | 중국 미국 | 장얀밍 필 존스 | 《대지진》        |
| 의상상                 | 홍콩      | 장숙평         | 《양자탄비》      |
| 공로상                 | 홍콩      | 추문회         |                   |
| 아시아 영화 공헌상     | 한국      | 김동호         |                   |
| 아시아 영화 배급공헌상 |           | 포르티시모     |                   |
| 2010 최고 흥행상       | 중국 홍콩 |                | 《대지진》        |
| 남자인기상             | 홍콩      | 저우룬파       | 《양자탄비》      |
| 여자인기상             | 한국      | 전도연         | 《하녀》          |

### 제6회 2012년
- 일시 : 2012년 3월 19일
- 장소 : 홍콩 컨벤션 센터

| 부문                    | 국가           | 수상자                                    | 작품                     |
| ----------------------- | -------------- | ----------------------------------------- | ------------------------ |
| 작품상                  | 이란           |                                           | 《씨민과 나데르의 별거》 |
| 감독상                  | 이란           | 아시가르 파르하디                         | 《씨민과 나데르의 별거》 |
| 남우주연상              | 인도네시아     | 도니 다마라                               | 《사랑스런 남자》        |
| 여우주연상              | 홍콩           | 예더셴                                    | 《심플 라이프》          |
| 남우조연상              | 대만           | 커위룬                                    | 《점프 아쉰》            |
| 여우조연상              | 필리핀         | 샤마이네 부엔카미노                       | 《니뇨》                 |
| 신인배우상              | 중국           | 니니                                      | 《진링의 13소녀》        |
| 각본상                  | 이란           | 아시가르 파르하디                         | 《씨민과 나데르의 별거》 |
| 촬영상                  | 홍콩 미국      | 여요휘 제이크 폴락                        | 《무협》                 |
| 미술상                  | 홍콩           | 해중문, 손립                              | 《무협》                 |
| 작곡상                  | 홍콩 태국      | 진광영, 캄 푸이 탓 피터 찻차이 퐁프라파판 | 《무협》                 |
| 편집상                  | 이란           | 하에디 사피야리                           | 《씨민과 나데르의 별거》 |
| 시각효과상              | 한국 홍콩 미국 | 김욱 프랭키 청 조쉬 콜                    | 《용문비갑》             |
| 의상상                  | 홍콩           | 해중문, 라이쉬엔우                        | 《용문비갑》             |
| 공로상                  | 홍콩           | 허안화                                    |                          |
| 에드워드 양 뉴 탤런트상 | 인도네시아     | 에드윈                                    |                          |
| 2011 최고 흥행상        | 중국           |                                           | 《양자탄비》             |
| 남자인기상              | 홍콩           | 류더화                                    | 《심플 라이프》          |
| 여자인기상              | 필리핀         | 유진 도밍고                               | 《하수조에 빠진 여배우》 |

### 제7회 2013년
- 일시 : 2013년 3월 18일
- 장소 : 홍콩 컨벤션 센터

| 부문             | 국가       | 수상자                         | 작품                               |
| ---------------- | ---------- | ------------------------------ | ---------------------------------- |
| 작품상           | 중국       |                                | 《미스터리》                       |
| 감독상           | 일본       | 키타노 타케시                  | 《아웃레이지 비욘드》              |
| 남우주연상       | 필리핀     | 에디 가르시아                  | 《브와카우》                       |
| 여우주연상       | 필리핀     | 노라 아우놀                    | 《자궁》                           |
| 남우조연상       | 인도       | 나와주딘 시디퀴                | 《탈라쉬》                         |
| 여우조연상       | 일본       | 와타나베 마키코                | 《아버지를 찍으러》                |
| 신인배우상       | 중국       | 제계                           | 《미스터리》                       |
| 각본상           | 중국       | 메이펑, 위판, 러우예           | 《미스터리》                       |
| 촬영상           | 이란       | 투라이 아슬라니                | 《코뿔소의 계절》                  |
| 미술상           | 이란       | 바흐만 고바디, 다리우쉬 페이로 | 《코뿔소의 계절》                  |
| 작곡상           | 인도       | 프리탐 차크라보티              | 《바르피!》                        |
| 편집상           | 일본       | 쿠사카베 모토타카              | 《키리시마가 동아리활동 그만둔대》 |
| 시각효과상       | 이란       | 파보드 코쉬티낫                | 《코뿔소의 계절》                  |
| 의상상           | 홍콩       | 만림청                         | 《청풍자》                         |
| 아시아 영화인상  | 말레이시아 | 양자경                         |                                    |
| 2012 최고 흥행상 | 중국       |                                | 《로스트 인 타일랜드》             |
| 남자인기상       | 필리핀     | 에디 가르시아                  | 《브와카우》                       |
| 여자인기상       | 한국       | 조민수                         | 《피에타》                         |

### 제8회 2014년
- 일시 : 2014년 3월 27일
- 장소 : 마카오 시티 오브 드림즈

| 부문               | 국가        | 수상자                            | 작품                     |
| ------------------ | ----------- | --------------------------------- | ------------------------ |
| 작품상             | 홍콩 중국   |                                   | 《일대종사》             |
| 감독상             | 홍콩        | 왕자웨이                          | 《일대종사》             |
| 남우주연상         | 인도        | 이르판 칸                         | 《런치박스》             |
| 여우주연상         | 중국        | 장쯔이                            | 《일대종사》             |
| 남우조연상         | 중국        | 황보                              | 《무인구》               |
| 여우조연상         | 싱가포르    | 여얀얀                            | 《일로 일로》            |
| 신인배우상         | 중국        | 장수잉                            | 《우리가 잃어버릴 청춘》 |
| 각본상             | 인도        | 리테쉬 바트라                     | 《런치박스》             |
| 촬영상             | 프랑스      | 필리프 르 소드                    | 《일대종사》             |
| 미술상             | 홍콩        | 장숙평, 구위명                    | 《일대종사》             |
| 작곡상             | 일본 프랑스 | 우메바야시 시게루 나다니엘 메샤리 | 《일대종사》             |
| 편집상             | 한국        | 신민경                            | 《감시자들》             |
| 시각효과상         | 한국        | 정성진                            | 《미스터 고》            |
| 의상상             | 홍콩        | 장숙평                            | 《일대종사》             |
| 공로상             | 대만        | 허우샤오셴                        |                          |
| AFAA 올해의 배우상 | 홍콩        | 전쯔단 류자링                     |                          |
| AFAA 라이징 스타상 | 한국 일본   | 김남길 쿠리야마 치아키            |                          |

### 제9회 2015년
- 일시 : 2015년 3월 25일
- 장소 : 마카오 베네시안 호텔

| 부문                    | 국가      | 수상자                    | 작품                         |
| ----------------------- | --------- | ------------------------- | ---------------------------- |
| 작품상                  | 중국      |                           | 《블라인드 마사지》          |
| 감독상                  | 홍콩      | 허안화                    | 《황금시대》                 |
| 남우주연상              | 중국      | 랴오판                    | 《백일염화》                 |
| 여우주연상              | 한국      | 배두나                    | 《도희야》                   |
| 남우조연상              | 중국      | 왕즈웬                    | 《황금시대》                 |
| 여우조연상              | 일본      | 이케와키 치즈루           | 《그곳에서만 빛난다》        |
| 신인배우상              | 중국      | 장후이원                  | 《5일의 마중》               |
| 각본상                  | 중국      | 댜오이난                  | 《백일염화》                 |
| 촬영상                  | 중국      | 정지엔                    | 《블라인드 마사지》          |
| 미술상                  | 중국      | 리우칭                    | 《일보지요》                 |
| 작곡상                  | 인도      | 미키 맥클러리             | 《내 생애 첫 번째 마가리타》 |
| 편집상                  | 영국      | 개러스 에번스             | 《레이드 2》                 |
| 시각효과상              | 미국 독일 | 릭 샌더 크리스토프 졸린거 | 《일보지요》                 |
| 의상상                  | 홍콩      | 장숙평                    | 《일보지요》                 |
| 공로상                  | 한국      | 임권택                    |                              |
| 아시아 영화인상         | 일본      | 나카타니 미키             |                              |
| AFAA 올해의 배우상      | 홍콩      | 궈푸청                    |                              |
| AFAA 모엣 라이징 스타상 | 한국 중국 | 이수혁 왕리쿤             |                              |

### 제10회 2016년
- 일시 : 2016년 3월 18일
- 장소 : 마카오 베네시안 호텔

| 부문                            | 국가           | 수상자                                  | 작품                  |
| ------------------------------- | -------------- | --------------------------------------- | --------------------- |
| 작품상                          | 대만 홍콩 중국 |                                         | 《자객 섭은낭》       |
| 감독상                          | 대만           | 허우샤오셴                              | 《자객 섭은낭》       |
| 남우주연상                      | 한국           | 이병헌                                  | 《내부자들》          |
| 여우주연상                      | 대만           | 수치                                    | 《자객 섭은낭》       |
| 남우조연상                      | 일본           | 아사노 타다노부                         | 《해안가로의 여행》   |
| 여우조연상                      | 중국           | 저우윈                                  | 《자객 섭은낭》       |
| 신인배우상                      | 홍콩           | 제시 리                                 | 《기항지》            |
| 각본상                          | 중국           | 자장커                                  | 《산하고인》          |
| 촬영상                          | 대만           | 마크 리 핑빙                            | 《자객 섭은낭》       |
| 미술상                          | 대만           | 황원잉                                  | 《자객 섭은낭》       |
| 작곡상                          | 대만           | 임강                                    | 《자객 섭은낭》       |
| 편집상                          | 홍콩           | 장숙평, 주가일, 랴오칭송, 황해, 필립 융 | 《기항지》            |
| 시각효과상                      | 인도           | 프라사드 수타르                         | 《비자라오 마스타니》 |
| 의상상                          | 한국           | 이지연, 심현섭                          | 《사도》              |
| 음향상                          | 대만           | 주스이, 두두즈, 우슈야오                | 《자객 섭은낭》       |
| 공로상                          | 홍콩 일본      | 원화평 키키 키린                        |                       |
| 아시아 영화 공헌상              | 중국           | 리첸콴                                  |                       |
| 넥스트 제너레이션상             | 한국           | 유아인                                  |                       |
| AFA 10주년 특별상               | 중국           | 펑샤오강                                |                       |
| 2015 최고 흥행상                | 중국 홍콩      |                                         | 《몬스터 헌트》       |
| AFAA 하트온파이어 라이징 스타상 | 홍콩 한국      | 주백호 클라라                           |                       |

### 제11회 2017년
- 일시 : 2017년 3월 21일
- 장소 : 홍콩문화중심

| 부문            | 국가          | 수상자                  | 작품                     |
| --------------- | ------------- | ----------------------- | ------------------------ |
| 작품상          | 중국          |                         | 《나는 반금련이 아니다》 |
| 감독상          | 한국          | 나홍진                  | 《곡성》                 |
| 남우주연상      | 일본          | 아사노 타다노부         | 《하모니움》             |
| 여우주연상      | 중국          | 판빙빙                  | 《나는 반금련이 아니다》 |
| 남우조연상      | 홍콩          | 임설                    | 《트리비사》             |
| 여우조연상      | 한국          | 문소리                  | 《아가씨》               |
| 신인배우상      | 한국          | 김태리                  | 《아가씨》               |
| 각본상          | 이란          | 아시가르 파르하디       | 《세일즈맨》             |
| 촬영상          | 중국          | 루오판                  | 《나는 반금련이 아니다》 |
| 미술상          | 한국          | 류성희                  | 《아가씨》               |
| 작곡상          | 한국          | 모그                    | 《밀정》                 |
| 편집상          | 태국 싱가포르 | 리 차타메티쿤 나탈리 소 | 《견습생》               |
| 시각효과상      | 일본          | 오야 테츠오             | 《신 고질라》            |
| 의상상          | 한국          | 조상경                  | 《아가씨》               |
| 음향상          | 중국          | 팡타오, 하오즈위        | 《장강도》               |
| 공로상          | 홍콩          | 서극                    |                          |
| 아시아 영화인상 | 홍콩          | 정수문                  |                          |
| 라이징 스타상   | 중국          | 린윈                    |                          |

### 제12회 2018년
- 일시 : 2018년 3월 17일
- 장소 : 마카오 베네시안 호텔

| 부문                | 국가      | 수상자                       | 작품                                    |
| ------------------- | --------- | ---------------------------- | --------------------------------------- |
| 작품상              | 중국      |                              | 《방화》                                |
| 감독상              | 일본      | 이시이 유야                  | 《도쿄의 밤하늘은 항상 가장 짙은 블루》 |
| 남우주연상          | 홍콩      | 고천락                       | 《파라독스》                            |
| 여우주연상          | 대만      | 실비아 창                    | 《상애상친》                            |
| 남우조연상          | 한국      | 양익준                       | 《아, 황야》                            |
| 여우조연상          | 중국      | 장우기                       | 《요묘전》                              |
| 신인감독상          | 중국      | 둥웨                         | 《더 루밍 스톰》                        |
| 신인배우상          | 태국      | 추티몬 추엥차로엔수키잉      | 《배드 지니어스》                       |
| 액션영화상          | 홍콩 중국 |                              | 《파라독스》                            |
| 각본상              | 인도      | 마얀크 테와리, 아밋 마수카르 | 《뉴턴》                                |
| 촬영상              | 한국      | 김지용                       | 《남한산성》                            |
| 미술상              | 중국      | 투난, 루웨이                 | 《요묘전》                              |
| 작곡상              | 일본      | 히사이시 조                  | 《그날은 오리라》                       |
| 편집상              | 한국      | 신민경                       | 《더 킹》                               |
| 시각효과상          | 일본      | 이시이 노리오                | 《요묘전》                              |
| 의상상              | 중국      | 진동훈                       | 《요묘전》                              |
| 음향상              | 대만      | 두독지, 우슈야오             | 《대불+》                               |
| 공로상              | 대만      | 실비아 창                    |                                         |
| 아시아 영화인상     | 홍콩      | 혜영홍                       |                                         |
| 넥스트 제너레이션상 | 한국      | 윤아                         |                                         |
| 2017 최고 흥행상    | 중국      |                              | 《특수부대 전랑 2》                     |

### 제13회 2019년
- 일시 : 2019년 3월 17일
- 장소 : 홍콩 TVB시티

| 부문                | 국가       | 수상자            | 작품                   |
| ------------------- | ---------- | ----------------- | ---------------------- |
| 작품상              | 일본       |                   | 《어느 가족》          |
| 감독상              | 한국       | 이창동            | 《버닝》               |
| 남우주연상          | 일본       | 야쿠쇼 코지       | 《고독한 늑대의 피》   |
| 여우주연상          | 카자흐스탄 | 사말 예슬랴모바   | 《아이카》             |
| 남우조연상          | 중국       | 장위              | 《나는 약신이 아니다》 |
| 여우조연상          | 홍콩       | 후이잉훙          | 《트레이시》           |
| 신인감독상          | 홍콩       | 올리버 시 쿠엔 찬 | 《스틸 휴먼》          |
| 신인배우상          | 중국       | 황징위            | 《오퍼레이션 레드 씨》 |
| 각본상              | 중국       | 자장커            | 《애쉬》               |
| 촬영상              | 중국       | 자오 샤오딩       | 《삼국: 무영자》       |
| 미술상              | 중국       | 마광영            | 《삼국: 무영자》       |
| 작곡상              | 일본       | 호소노 하루오미   | 《어느 가족》          |
| 편집상              | 일본       | 츠카모토 신야     | 《킬링》               |
| 시각효과상          | 홍콩 중국  | 알렉스 림         | 《무쌍》               |
| 의상상              | 중국       | 첸민정            | 《삼국: 무영자》       |
| 음향상              | 중국       | 양징, 자오난      | 《삼국: 무영자》       |
| 공로상              | 한국       | 이창동            |                        |
| 아시아 영화인상     | 일본       | 야쿠쇼 코지       |                        |
| 넥스트 제너레이션상 | 한국       | 김재중            |                        |
| AFA 라이징 스타상   | 한국       | 박서준            |                        |
| 2018 최고 흥행상    | 중국       |                   | 《오퍼레이션 레드 씨》 |

### 제14회 2020년
- 일시 : 2020년 10월 28일
- 장소 : COVID-19로 인한 온라인 시상식 진행

| 부문       | 국가 | 수상자                            | 작품                   |
| ---------- | ---- | --------------------------------- | ---------------------- |
| 작품상     | 한국 |                                   | 《기생충》             |
| 감독상     | 중국 | 왕 샤오슈아이                     | 《나의 아들에게》      |
| 남우주연상 | 한국 | 이병헌                            | 《남산의 부장들》      |
| 여우주연상 | 중국 | 저우둥위                          | 《소년시절의 너》      |
| 남우조연상 | 일본 | 카세 료                           | 《지구의 끝까지》      |
| 여우조연상 | 대만 | 가숙근                            | 《아호, 나의 아들》    |
| 신인감독상 | 일본 | 미야자키 미쓰요                   | 《37세컨즈》           |
| 신인배우상 | 중국 | 이양첸시                          | 《소년시절의 너》      |
| 각본상     | 한국 | 봉준호, 한진원                    | 《기생충》             |
| 촬영상     | 중국 | 동진송                            | 《와일드 구스 레이크》 |
| 미술상     | 한국 | 이하준                            | 《기생충》             |
| 작곡상     | 인도 | 카쉬 케일, 샐비지 오디오 콜렉티브 | 《걸리 보이》          |
| 편집상     | 한국 | 양진모                            | 《기생충》             |
| 시각효과상 | 대만 | 토미 쿠오 (레노바티오 픽처스)     | 《반교: 디텐션》       |
| 의상상     | 태국 | 파차린 수라와타나퐁스             | 《너를 정리하는 법》   |
| 음향상     | 일본 | 쿠레이시 요시후미                 | 《꿀벌과 천둥》        |

### 제15회 2021년
- 일시 : 2021년 10월 8일
- 장소 : 부산 파라다이스 호텔

| 부문             | 국가 | 수상자               | 작품                               |
| ---------------- | ---- | -------------------- | ---------------------------------- |
| 작품상           | 일본 |                      | 《스파이의 아내》                  |
| 감독상           | 중국 | 장이머우             | 《원 세컨드》                      |
| 남우주연상       | 한국 | 유아인               | 《소리도 없이》                    |
| 여우주연상       | 일본 | 아오이 유우          | 《스파이의 아내》                  |
| 남우조연상       | 한국 | 김현빈               | 《침묵의 숲》                      |
| 여우조연상       | 일본 | 마키타 아쥬          | 《트루 마더스》                    |
| 신인감독상       | 한국 | 홍의정               | 《소리도 없이》                    |
| 신인배우상       | 중국 | 류하오춘             | 《원 세컨드》                      |
| 각본상           | 인도 | 차이타니아 탐하네    | 《수업시대》                       |
| 촬영상           | 이란 | 마수드 아미니 티라니 | 《더 웨이스트랜드》                |
| 미술상           | 홍콩 | 케네스 막            | 《지치》                           |
| 작곡상           | 홍콩 | 데이 타이            | 《댄스 스트리트》                  |
| 편집상           | 중국 | 리용이               | 《공작조: 현애지상》               |
| 시각효과상       | 중국 | 팀 크로스비, 조이 우 | 《800》                            |
| 의상상           | 일본 | 코케츠 하루키        | 《스파이의 아내》                  |
| 음향상           | 홍콩 | 노파왓 리킷웡        | 《지치》                           |
| 아시아 영화인상  | 한국 | 이병헌               |                                    |
| 2020 최고 흥행상 | 일본 |                      | 《극장판 귀멸의 칼날: 무한열차편》 |

## 같이 보기
- 홍콩 국제 영화제
- 부산국제영화제
- 도쿄 국제 영화제